# 親露
親露（しんろ）とは、ロシア連邦に政治・経済・社会・文化などの面で親近感を持つ感情である。対義語は反露。当項目では親ソも扱う。

## 概要
ロシアやロシア文化、ロシア人に好意的な受け止め方をするものとされる。政治的にはロシアとの関係を重視して国際問題などでロシア寄りの姿勢を見せる。
他には特定の国家への対抗意識（反米や反中）からロシアとの関係を強める国もある。
北朝鮮、インドにもロシア製兵器が大量に購入されている。
反米国家とされるベネズエラはロシア製の武器を購入し軍拡が進んでおり、中ソ対立では両国に挟まれるモンゴル人民共和国（モンゴルでは反中思想が強いとされる）はソ連寄りの姿勢を見せた。

## 各国の様子

### 旧ソ連地域

#### 政権交代前のウクライナ
ロシアへの感情は地域によって、またロシア系住民とそれ以外で異なる。
ウクライナでは東部と南部のロシア系住民が親露とされ、欧州寄りの主流派への不信感もあるとされる。ウクライナの政治においてはロシア寄りか欧州・欧米寄りかは国を二分する問題である。
2014年ウクライナ騒乱をきっかけに、ウクライナ東部ドンバス地区でノヴォロシア人民共和国連邦（ドネツク人民共和国とルガンスク人民共和国）が誕生し、親欧米派のウクライナ中央政府と紛争になっている（東部ウクライナ紛争）。

#### ウズベキスタン
1991年のソビエト崩壊後はロシア・西側諸国双方と良好な関係を保っていたが、2005年に発生したアンディジャン事件に対するアメリカの強引な内政干渉に対する反動から、反欧米・親ロシアの方向へ政策が転換されることとなった。以降、中央政府の腐敗も手伝い、労働力・性的サービスの搾取的人件費での提供など、倫理的に望ましくない方向でロシアとの関係は強化される方向へある。詳しくはロシアとウズベキスタンの関係を参照の事。

#### ジョージア
ジョージアの一部地域で事実上独立した南オセチア、アブハジアが該当する。
ジョージアのアブハジア（ロシアは国家承認しているが、国際社会は依然としてジョージア固有の領土と見なしている）は「親露派分離派地域」と呼ばれており、ロシアの強い影響力がある。

#### ベラルーシ
1863年の一月蜂起や1945年のポツダム宣言の結果、国内のポーランド人が追放されてベラルーシ人およびロシア系移民ならびにリトヴァクが主要国民となっており、伝統的に親ロシアの傾向が強い。ベラルーシ・ロシア連合国家の設立も進められていたものの、ウラジーミル・プーチンの強権的政策が問題視され2011年のベラルーシ経済危機まで両国の関係は悪化していた。一方で、両国はソ連時代より合同軍事演習であるザーパドを4年に一度開催するなど、非常に密接な同盟関係にある。2021年より発生しているロシア・ウクライナ危機では9月10日より開催された「ザーパド2021」ならびに2022年2月10日より開催された「同盟の決意」を口実としてロシア連邦軍がベラルーシ国内のウクライナ国境付近に駐屯・軍事工作を行うにあたり、橋頭堡として積極的に協力を行っている。

#### モルドバ
モルドバの一部で事実上独立した沿ドニエストルが親露地域となっている。

### 旧東側諸国

#### 中国
冷戦時代のワルシャワ条約機構に変わる上海協力機構を組み、NATOに対抗するなど事実上ロシア寄りの傾向である。ソ連が東側諸国の宗主国として事実上、人民共和国の骨格を作った。
しかし、中ソ対立は全世界のマルクス主義者を巻き込んで大々的に発展した。中国はソ連を唯物史観に対する修正主義と呼び、逆にソ連は中国を教条主義と呼び、激しい対立関係に陥った。だが、ミハイル・ゴルバチョフの訪中を契機に関係は改善に向かいソビエト連邦の崩壊後、独立国家共同体が形成されると、上海協力機構を結成するなどロシア寄りになった。
クリミア併合も、新華社など中国メディアはロシア寄りの報道をした。また、アメリカや日本に対しては戦略的な理由から利害が一致することが多い。
中国海軍とロシア海軍は共同での軍事演習を頻繁に行っており、これは日本への牽制と思われる。
一方で、ロシアはベトナムやインドなど反中的な国家にも軍事協力体制を築いている。

#### 北朝鮮
北朝鮮は初代最高指導者の金日成がソ連軍の兵士であったことや、北朝鮮建国をソ連が後押しした事実から、ロシアとは旧ソ連時代から関わりが非常に強かった。
両国の関係は時代背景で親密度が異なるが、金正恩が最高指導者となってからは北朝鮮はロシアとの関係を強めている。
2024年6月19日、ロシア大統領ウラジーミル・プーチンと北朝鮮総書記金正恩が平壌で首脳会談し、有事の際に相互支援することなどが盛り込まれたロ朝戦略的パートナーシップ条約を締結した。同条約締結後は軍事関係のみならず、安全保障や経済面をはじめとする非軍事分野においても相互の援助が進められつつある。

#### ベトナム
ベトナムは建国以来一環として親ソ主義であった。
中ソ対立の時も、ベトナムは常にソ連寄りであった。
また、2010年代以降、同じマルクス・レーニン主義体制の中国との国境問題・領海問題が過熱してからはロシア製兵器へのベトナム軍の依存はますます進んでいる。

#### モンゴル
かつてのモンゴルはアジア初の社会主義国家で、モンゴル文字を否定して、ロシア文字（キリル文字）をモンゴル語の文字として導入したことや中ソ対立ではソ連寄りの立場を鮮明にするなどソ連との関わりを重視していた。

#### ブルガリア
ブルガリアは冷戦中にワルシャワ条約機構に加盟し、ソ連側陣営に属していた。そのため、プラハの春の鎮圧にソ連と共に参加するなどしていた。また、発展途上国の支援に関しても北朝鮮、キューバ、アンゴラといった国々を中心に行っていた。だが、その一方で、反ソで知られる同じ南スラブ人の国であるヨシップ・ブロズ・チトー率いるユーゴスラビアとの統合を画策するなどしていた。現在は、ヨーロッパ諸国でも比較的親露的な部類に入るが、北大西洋条約機構加盟国である。

#### ハンガリー
ハンガリーはブルガリアと同様にワルシャワ条約機構に加盟し、ソ連寄りでありながらも部分的な市場経済の許容などで独自の路線を行っていた。民主化後、オルバーン政権がロシアのプーチン大統領と親密な関係を築き、2022年ロシアのウクライナ侵攻の際もウクライナへの武器提供を行わないなど親露的傾向を強めている。

#### キューバ
ロシアとはキューバ革命以後、ソ連時代から友好関係にある。キューバ革命直後のソ連によるキューバへの核ミサイル配備はアメリカの反発を招き、キューバ危機（1962年）にいたった。その後、キューバはソ連から経済・軍事援助を受け、またアフリカの親ソ派の諸国・組織にキューバ兵や軍事顧問を送って支援した。
1990年代初めのソビエト連邦の崩壊による援助や優遇条件での貿易の停止・縮小はキューバを苦境に追いやったが、ロシア連邦の国力回復と中南米政策の活発化にともない、再び関係は緊密化している。ロシアは2014年に旧ソ連時代からキューバが負っていた債務の9割を減免。2017年にはロシア国営石油会社ロスネフチがキューバへの原油輸出を再開したほか、300台以上の自動車「ラーダ」や75台以上の鉄道機関車の輸出も決まった。国営ロシア鉄道によるキューバ国内鉄道の近代化・延伸も協議されている。

### 第三世界

#### インド
イギリスからの独立後のインドはネルー率いるインド国民会議の下で経済的には社会主義型の開発を、国際的には反米親ソの非同盟・中立外交を展開した。
中ソ対立でソ連と中国が対立すると、中印国境紛争やカシミール紛争などの国境問題、チベット問題、パキスタン問題などをめぐって中国と対立していたインドは、中国という共通の敵の存在からソ連との協力関係を深めることになった。
ソ連崩壊後のロシア・インド関係も、中ソ対立は終焉したものの過度の中国依存を避けたいロシアと、領土問題などで中国との対立が続いているインドとの利害が一致し、インドは保有する兵器の多くをロシアに頼っている一方、ロシア軍需産業の市場としてインドはきわめて重要な地位にある。
ただし、ロシアとインドが地理的に微妙に隔絶されていることもあり、武器以外の品目での貿易や民間での交流はあまり行われていない。

#### シリア(バアス党政権)
シリアは、1957年にソ連との間に経済技術援助協定を締結したことに始まり、1958年には同じく親ソ路線を掲げていたナセル政権下のエジプトと合併したアラブ連合共和国期、1961年にエジプトとの連合を解消しシリア・アラブ共和国として再独立した後の1963年3月8日革命以来今日まで続くバアス党政権期を通して一貫して親ソ・親露路線を外交の基盤としており、アラブ諸国の中で最も親露的とされている。
ハーフィズ・アル＝アサド政権時代の1980年にはソビエト・シリア友好協力条約を締結し、国内にソ連軍施設を置くなど事実上の同盟国となった。この同盟関係はソ連崩壊後もロシアが引き継ぎ、ロシアは新鋭の防空兵器や弾道ミサイルなど、さまざまな武器・兵器を販売するなどシリアにとって最大の武器援助国となっている。また独立国家共同体（CIS）諸国以外で唯一のロシアの軍事施設がある（タルトゥース海軍補給処、ラタキア近郊のフメイミム空軍基地など）。
ロシアは2011年から続くシリア内戦では一貫して同国のアサド政権を支持する立場を貫いており、2015年9月30日にはロシア連邦軍がアサド政権を支援する軍事介入を開始（ロシア連邦航空宇宙軍によるシリア空爆）。これ以降、膠着状態だった戦況はアサド政権側に大きく傾き、アレッポやデリゾールといった主要都市を巡る攻防を政府軍が制し、内戦の帰趨を決する決定的な影響を与えた。

### 欧州
東側諸国に該当しない欧州の国家を記述する

#### ドイツ
ドイツでは旧東ドイツ（ドイツ民主共和国）が親ソ傾向が強かった影響もあり、伝統的に左翼がロシア寄りとされ、ロシアのクリミア侵攻（クリミア併合）を理解する考えがあり、歴史的側面や反米・反欧州的側面もある。東ドイツを支配した社会主義統一党の事実上の後継政党である左翼党が親露的な傾向を批判されることがある。
シュピーゲル誌というドイツの雑誌は「独露友好」を訴えた。
ハンス＝ヘニング・シュレーダーというドイツのロシア専門家によればドイツでは露近代文学の影響で第二次大戦時まで英仏（欧州）よりロシアに親近感があったという。

#### トルコ
エルドアン政権以降は、親露国家であり、ロシア製兵器購入やシリア内戦の停戦交渉の仲介役となったりして、NATO加盟国の方ではかなりの親露国家である。ウクライナ侵攻では、ロシア及びウクライナとの友好関係を活かして、仲介役として活躍する場面も多い。ただ、シリア内戦やリビア内戦、ナゴルノ・カラバフ戦争、ウクライナ紛争では対立する場面もある。

### アジア
東側諸国にも第三世界にも該当しないアジアの国家を記述する。

#### 日本
日本では、政党に関わらず政治家の一部に親露派がいることが知られている。保守系ではロシアと隣接する北海道を地盤とする政治家の鈴木宗男（所属：自由民主党・新党大地）は、長年にわたってロシアと深い関係を持ち、日本における親露派の政治家として著名である（詳細は鈴木宗男#ロシア連邦との関係参照）。他にも、引退した政治家である森喜朗（自由民主党）や鳩山由紀夫（民主党）も親露的な人物であるとされ、森は代議士引退後においても、プーチン大統領とのパイプを生かしてロシアとの経済協力を提案するなど安倍政権の「親露路線」の道筋を付けた（詳細は森喜朗#引退後参照）。日ソ共同宣言を締結した鳩山一郎を祖父に持つ鳩山もクリミア問題などに関してロシア寄りの発言を続けている。
2023年5月18日、2022年ロシアのウクライナ侵攻に関して「ウクライナに平和を求める会」が主催した「メディアのロシア一方的悪者論はフェイクニュース」、「即時停戦こそ日本の国益」という趣旨のデモ行進に極右政党の参政党の前代表の松田学、参政党のアドバイザーの我那覇真子や小名木善行らが賛同した。また、このデモには自民党の長尾敬や日本国民党の鈴木信行、本間奈々（新党くにもり元代表、元総務官僚）、佐藤和夫（デモの主催者、日本のこころ元所属）、山口敬之らも賛同している。なお、駐日ウクライナ特命全権大使のセルギー・コルスンスキーはこのデモについて「親露の立場で日本の世論を混乱させる挑発行為」と批判している。

文化的な交流としては、ロシア文学が日本に与えた影響は多大であり、例えばレフ・トルストイに影響された武者小路実篤は農業共同体の新しき村を建設した。サブカルチャーでは、旧ソ連圏のゴプニク文化やロシアン・ハードベースが日本のマスメディアに紹介されたり、日本のアニメの『ガールズ&パンツァー』にロシア風のキャラクターが登場する等の例がある。また声優の上坂すみれはロシア通であることが知られる。上坂は先述のガールズ&パンツァーにも出演している。
ロシアと海路での交流の深い北海道の稚内市や根室市、新潟県の一部地域では道路標識に日本語や英語の他、ロシア語が併記されている。稚内市の稚内港からはサハリン州コルサコフへ定期フェリー便が運航されている。
また根室市の根室港は、日本が領有権を主張しロシアが実効支配する北方領土（ロシア側は南クリル諸島と呼称）への交通の要所であり、元島民のためのビザなし交流が行われている。
稚内市はサハリン州ユジノサハリンスクに、市民の行政手続きを担う出張事務所を持つ。
稚内とサハリン州コルサコフとの間に稚泊トンネルを建設する構想まである。

## 親ソ

### アジア

#### 日本
日本共産党（日本のこえ）が代表的な親ソ派団体として知られており、日本のこえ派の構成員だった上田卓三が関係した旅行会社のジェーアイシー旅行センターは今でもロシア、モンゴル専門の旅行会社として活動している。